# Blankoscheck
Als Blankoscheck (adj. kurz blanko, v. ital.: bianco, weiß, leer, unausgefüllt) bezeichnet man umgangssprachlich:
1. (im ursprünglichen Sinne:) das mit der Unterschrift des Kontoinhabers oder Kontobevollmächtigten versehene Scheckformular, das ansonsten keine weiteren Einträge (insbesondere keinen Betrag) enthält. Mit einem solchen Blankoscheck ist es dem Besitzer dieses Formulars möglich, jede ihm genehme Summe vom Konto des Kontoinhabers abzuheben. Überziehungslimits können hier allerdings betragsmäßige Grenzen setzen.
2. (im weiteren Sinne:) eine, in welcher Form auch immer, abgegebene Vollmacht oder Erlaubnis an einen Dritten, für den Vollmachtgeber ohne irgendwelche Beschränkungen handeln zu dürfen. Ein solcher „Blankoscheck“ ist zum Beispiel die vom Vollmachtgeber erteilte Generalvollmacht an eine andere Person. Diese bevollmächtigte Person kann mit der Vollmacht so lange „schalten und walten“, wie nicht die Vollmacht rechtswirksam widerrufen ist.
Kein Blankoscheck ist beispielsweise die Vollmacht eines Mandanten an seinen Rechtsanwalt, für ihn in einer bestimmten Sache tätig zu werden. Diese Vollmachten sind regelmäßig auch nicht als „Generalvollmachten“ formuliert, sondern decken nur die konkret notwendige Entscheidungsfreiheit ab.
3. (im übertragenen Sinne:) eine Ermächtigung oder sonstige Regelung, welche einer Person oder einer Institution sehr weitreichende Handlungsfreiheit einräumt sowie keine oder nur geringe Aufsicht und Kontrolle über die entsprechenden Handlungen vorsieht. (Beispiel: Blankoscheck/Blankovollmacht an Österreich-Ungarn 1914, s. u.)

## Geschichte
Der Begriff „Blankoscheck“ wurde unter anderem 1908 bei der Annexion von Bosnien und Herzegowina genannt. Da Deutschland mit Österreich-Ungarn und zusammen mit Italien 1882 den Dreibund geschlossen hatte, gewährten Kaiser Wilhelm II. und der deutsche Reichskanzler Bernhard von Bülow Österreich-Ungarn den Blankoscheck.
Ein viel größeres Ausmaß hatte allerdings die spätere Blankovollmacht, die Kaiser Wilhelm II. Österreich-Ungarn zu Beginn der Julikrise von 1914 gab: Im Rahmen der Mission Hoyos wiederholte er die ungeteilte Bündnistreue des Deutschen Reichs zu Österreich-Ungarn, wie er es bereits 1908 in der bosnischen Annexionskrise tat („Blankoscheck“). Diese schriftliche Garantie wurde vom österreichischen Botschafter in Berlin, Ladislaus Graf von Szögyény-Marich, an Außenminister Leopold Graf von Berchtold übermittelt und dann später durch den deutschen Reichskanzler von Bethmann Hollweg bestätigt. Etwa gleichzeitig sagte der französische Staatspräsident Raymond Poincaré bei einem Staatsbesuch in St. Petersburg der russischen Regierung zu, Frankreich würde zu seinen Bündnisverpflichtungen stehen. Dies wird ebenfalls als Blankoscheck bezeichnet.